# Aeroalcool Quasar
El Aeroalcool Quasar es un avión ultraligero diseñado y fabricado en Brasil por la empresa Aeroalcool, el cual fue presentado e introducido en el mercado en 2007. El artefacto entra en la categoría de LSA en los países que la tienen en su clasificación.

## Diseño y desarrollo
El avión fue diseñado por el estadounidense Frank Porter con la asistencia de James Waterhouse de la Universidad Federal de São Carlos en Brasil, para cumplir con las normas de los Estados Unidos para aviones deportivos ligeros. Se trata de un monoplano de ala baja con dos asientos en configuración de lado a lado dentro de una cabina cerrada, tiene tren de aterrizaje de triciclo y es impulsado por un motor de pistón.

El avión está fabricado el fuselaje en fibra de vidrio o de carbono y las alas en aluminio. El motor inicial utilizado fue el motor de cuatro tiempos japonés HKS 700E de 60 hp (45 kW) que le daba una velocidad de crucero de 210 km / h (130 mph) mientras quemaba unos 9 litros por hora de combustible.

## Variantes
Quasar Lite
Versión de producción inicial, la cual podía ser propulsada por un motor japonés HKS 700E de 60 caballos de fuerza o por un motor australiano Jabiru 2200 de 85 caballos de fuerza. Posteriormente se comercializaron versiones con motores Rotax de la serie 912
Quasar 214SL
Versión de exportación para el mercado norteamericano, la cual era distribuida por Quasar Aircraft Company, Inc.
Quasar Fast
Versión con motor de seis cilindros Jabiru 3300, el cual le da una potencia de 120 caballos de fuerza.

## Especificaciones
Características generales
- Tripulación: 1
- Capacidad: 1 pasajero
- Envergadura: 9.25 m (30 ft 4 in)
- Superficie alar: 9.2 m² (99 sq ft)
- Peso vacío: 215 kg (474 lb)
- Peso bruto: 589 kg (1,299 lb)
- Planta motriz: 1 × HKS 700E, 45 kW (60 hp); Jabiru 2200 (85 hp) o Rotax de las Series 912 (80-100 hp)
- Hélice: bipala

Rendimiento
- Velocidad máxima 260 km/h (160 mph, 140 kn)
- Velocidad de crucero: 191 km/h (119 mph, 103 kn)
- Velocidad de entrada en pérdida: 72 km/h (45 mph, 39 kn)
- Régimen de ascenso: 4.32 m/s (850 ft/min)